# Марсія Нейгебауер
Марсія Нейгебауер (англ. Marcia Neugebauer; нар. 27 вересня 1932) — американський геофізик, спеціалістка з фізики космічної плазми. Зробила важливий внесок у дослідження космосу. Результатом новаторського дослідження Нейгебауер стали перші прямі вимірювання сонячного вітру, що пролило світло на його фізичну природу і взаємодію з кометами.

## Біографія
Нейгебауер народилася 27 вересня 1932 року в Нью-Йорку. Вона здобула ступінь бакалавра (BA) з фізики в Корнелльському університеті в 1954 році, потім магістра (MS) фізики в Іллінойському університеті в Урбана-Шампейн в 1956 році. Вона отримала почесний докторський ступінь з фізики у 1998 році від Університету Нью-Гемпшира. Її чоловік — Джері Нейгебауер, американський астроном, спеціаліст з інфрачервоної астрономії.
Нейгебауер стала першою дослідницею, що здійснила за допомогою плазмового аналізатора міжпланетної станції «Марінер-2» перші широкомасштабні вимірювання сонячного вітру і визначила його властивості. Вона також розробила аналітичні пристрої, деякі були виведені на орбіту Землі, інші були доставлені на Місяць космонавтами програми «Аполлон», треті були відправлені до комети Галлея на європейській міжпланетної станції «Джотто».
Нейгебауер брала участь у багатьох космічних дослідженнях протягом своєї кар'єри в НАСА і обіймала кілька керівних посад у Лабораторії реактивного руху, зокрема керівника відділень фізики й космічної фізики, керівника дослідницької групи Марінер Марк II. Також була науковою співробітницею програми «Рейнджер-1» та «Рейнджер-2» і програми зближення з астероїдами і зустрічі з кометою (CRAF).
У 1967 році Музей науки і промисловості назвав Нейгебауер «Каліфорнійською жінкою-вченим року». Вона отримала безліч нагород від НАСА, включаючи нагороду «За виняткові наукові досягнення», медаль «За видатне лідерство» і медаль «За видатну службу» (найвища нагорода НАСА).
У 1994—1996 роках Нейгебауер була президентом Американського геофізичного союзу і головною редакторкою його журналу «Reviews of Geophysics». Також вона була членом комітету Національної академії наук з фізики Сонця і космічної фізики.
У 1997 році Марсія Нейгебауер була введена в Міжнародний зал слави жінок у технології. У 2004 році удостоєна премії Вільяма Каули. У 2010 році Нейгебауер отримала медаль Арцтовського від Національної академії наук і премію Джорджа Еллері Гейла від Департаменту фізики Сонця Американського астрономічного товариства.